# 會津號列車
會津（日语： Aizu */?）號列車是東日本旅客鐵道（JR東日本）運行於磐越西線的列車別名（列車愛稱）。

## 概要
在1959年（昭和34年）起，開設了來往仙台至喜多方之間的準急列車。在經濟高速成長時期，1968年（昭和43年）起開設來往上野至会津若松之間的特急列車，途經東北本線和磐越西線，當時開始附上列車愛稱。
在1993年（平成5年）以後，開設了來往郡山至會津若松、喜多方之間的特急「萬歲會津」，在2003年以後降級至快速列車，名為「會津快車」（會津Liner）。
在2005年至2010年夏季，當舉行「會津目的地企劃」時，開設了臨時特急列車，在2011年也開設團體列車，在兩時期會以「會津」的名字運行。
在2015年3月時間表修正後，快速「會津快車」廢止，在此以後設有沒有別名的快速列車班次。另外，在同年4至6月的週末及日本黃金周時舉行「福島目的地企劃」，當時通常設有3往返班次，使用719系電動列車4卡編成，改為485系電動列車6卡編成，行走快速「會津」班次。
在2020年（令和2年）3月14日時間表修正中，隨著本來的快速列車中增設指定席車輛，該快速列車使用E721系電動列車，並再次附上列車愛稱「會津」。

## 「會津」的運行狀況
運行區間：郡山站 - 會津若松站之間
運行班次：3往返（1 - 6號）班次
使用車輛：仙台車輛中心所屬的E721系電力動車

停車駅站
郡山站 - 郡山富田站 -  喜久田站 - 磐梯熱海站 - 豬苗代站 - 磐梯町站 - 會津若松站
- 所有車廂為普通車，部分為座位指定席。
- 2 - 5號為4卡編成，1、6號為2卡編成。
- 由於有時候車輛需要行維修等關係，一些班次沒有連結指定席車輛。

## 「會津快車」的運行狀況
運行區間：郡山站 - 會津若松站之間
- 1號、4號在多客時期會延長至喜多方站

運行班次：3往返（1 - 6號）
列車編號：1211M - 1216M
使用車輛：仙台車輛中心所屬的485系電力動車
- 在2005年登場。當初使用車輛是來自小山車輛中心，後來轉為來自仙台車輛中心，使用A3、A4編成運行。
  - 所有車廂為普通車，1至4號車為自由席，5、6號車為座位指定席。
  - 廁所位於1、3、5號車廂。

停車站
郡山站 - ＜喜久田站＞ - 磐梯熱海站 - 豬苗代站 - 磐梯町站 - 會津若松站（ - 鹽川站 - 喜多方站）
- 3、4號班次停＜　＞內的車站
- 3、4號的延長班次停（　）內的車站

編成
- A3・A4編成

| ←會津若松方向郡山、喜多方方向→ |         |         |         |         |         |
| Kuha481                        | Moha485 | Moha484 | Moha485 | Moha484 | Kuha481 |
| 1017                           | 1058    | 1058    | 1055    | 1055    | 334     |

過去曾經使用的車輛
- 在2006年的班次，開始使用專用485系A1、A2編成（通稱「紅牛」車）。當初車身塗上專用塗裝，在2011年春季，車輛改至來自郡山綜合車輛中心，車身塗裝變為國鐵特急色，同年6月2日，再次開始執行「會津快車」班次。
  - 在進行檢修時，特急「會津」進行復興班次時，會使用同車輛中心所屬的583系電動列車N1、N2編成，該583系後來轉屬秋田車輛中心，隨後會使用新潟車輛中心的485系T18編成，及勝田車輛中心的485系K60編成。
  - 所有車廂為普通車，1 - 4號車廂為自由席，5、6號車廂為座位指定席。
  - 廁所位於1、3、5號車廂（485系）。在使用583系時，所有車廂設有廁所。在長期間（在485系全面檢修時）使用車輛時，由於會津若松站內設置的廢物處理設備能力有限，只會開放2、5號車廂的廁所，其他廁所則關閉。

- 編成（A1、A2編成）

| ←會津若松方向郡山、喜多方方向→ |         |         |         |         |         |
| Kuha481                        | Moha485 | Moha484 | Moha485 | Moha484 | Kuha481 |
| 1015                           | 1032    | 1032    | 1077    | 1077    | 1016    |

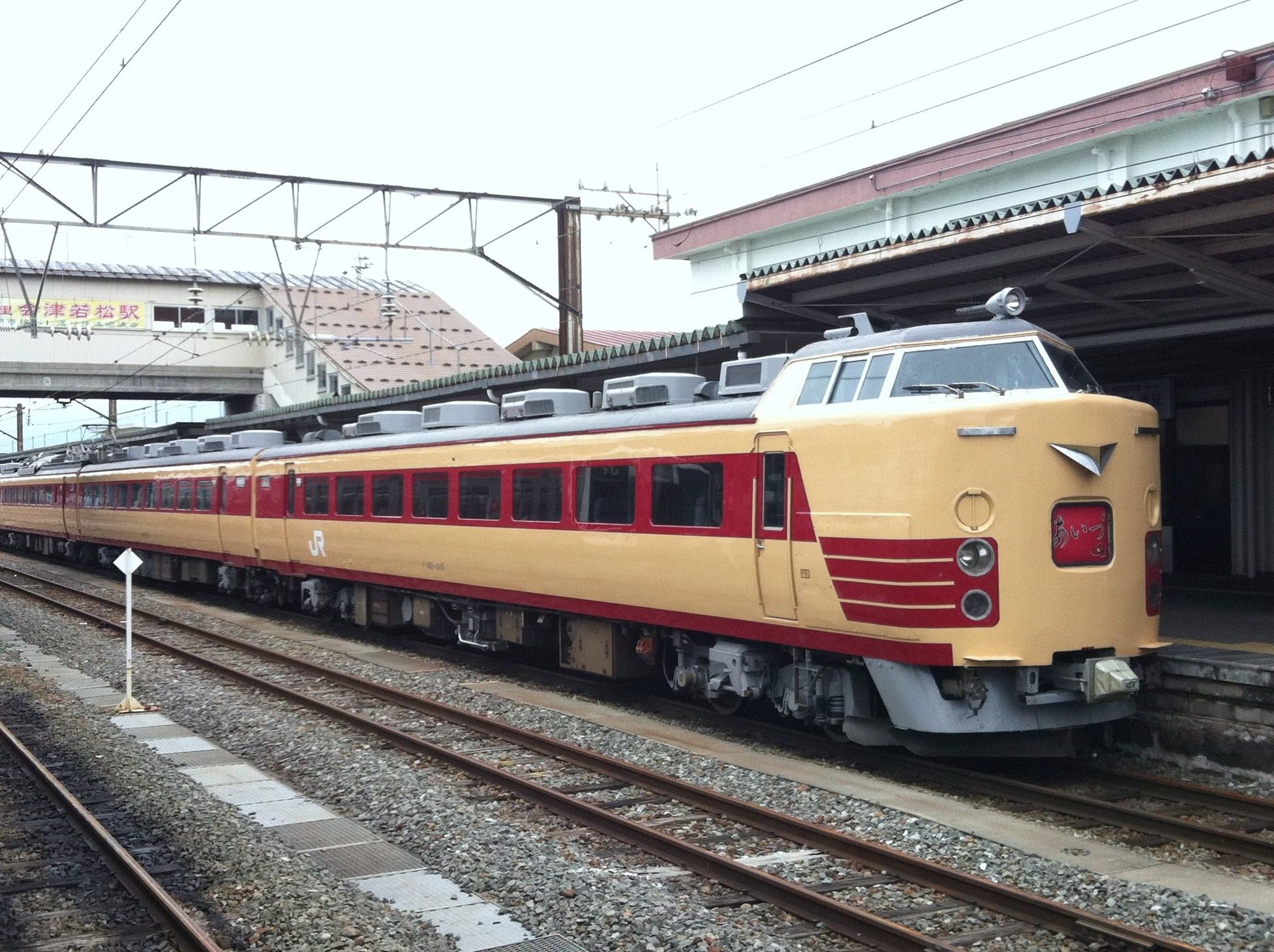
485系「會津快車」（國鐵特急色）
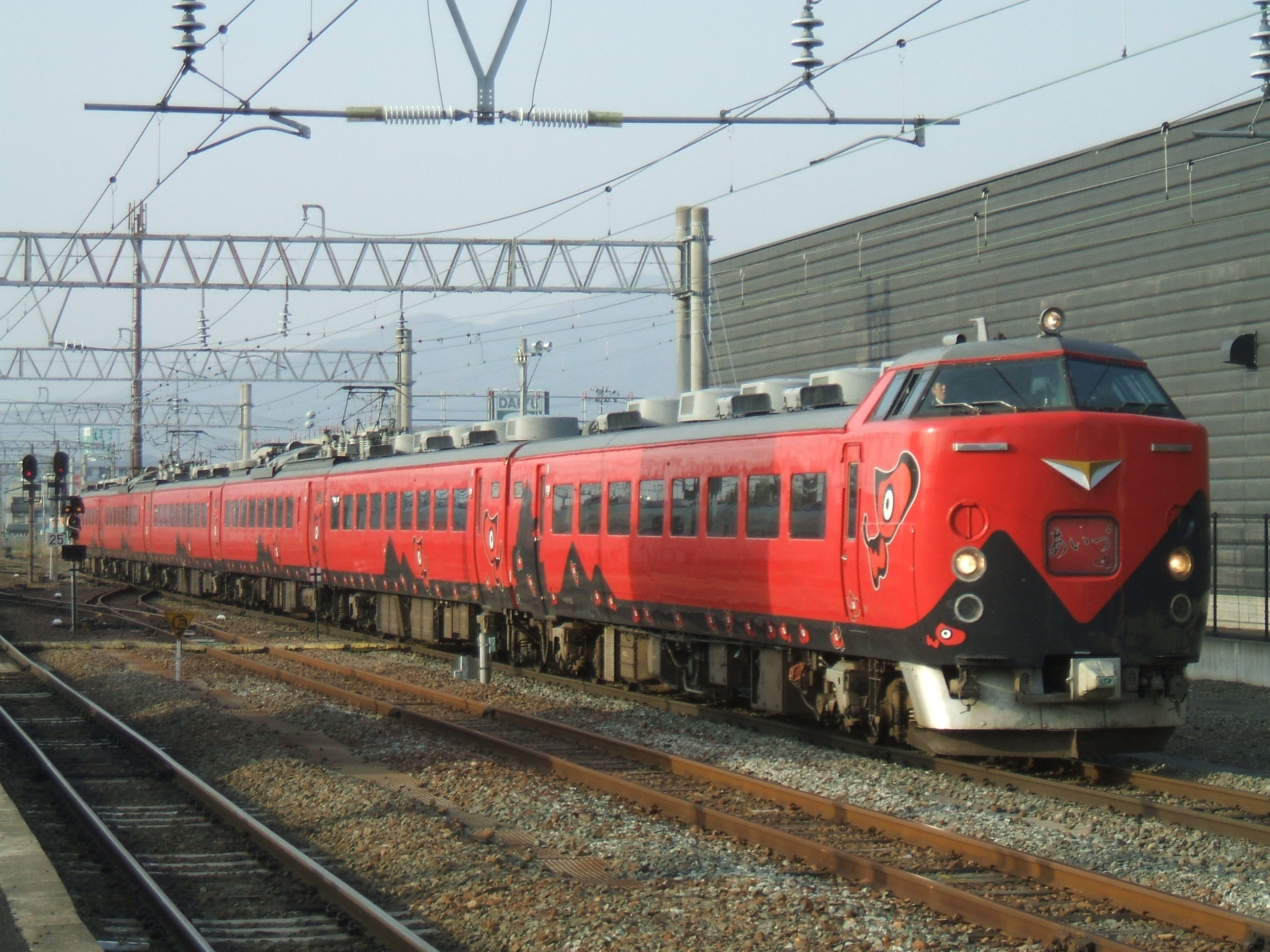
485系「會津快車」（紅牛）
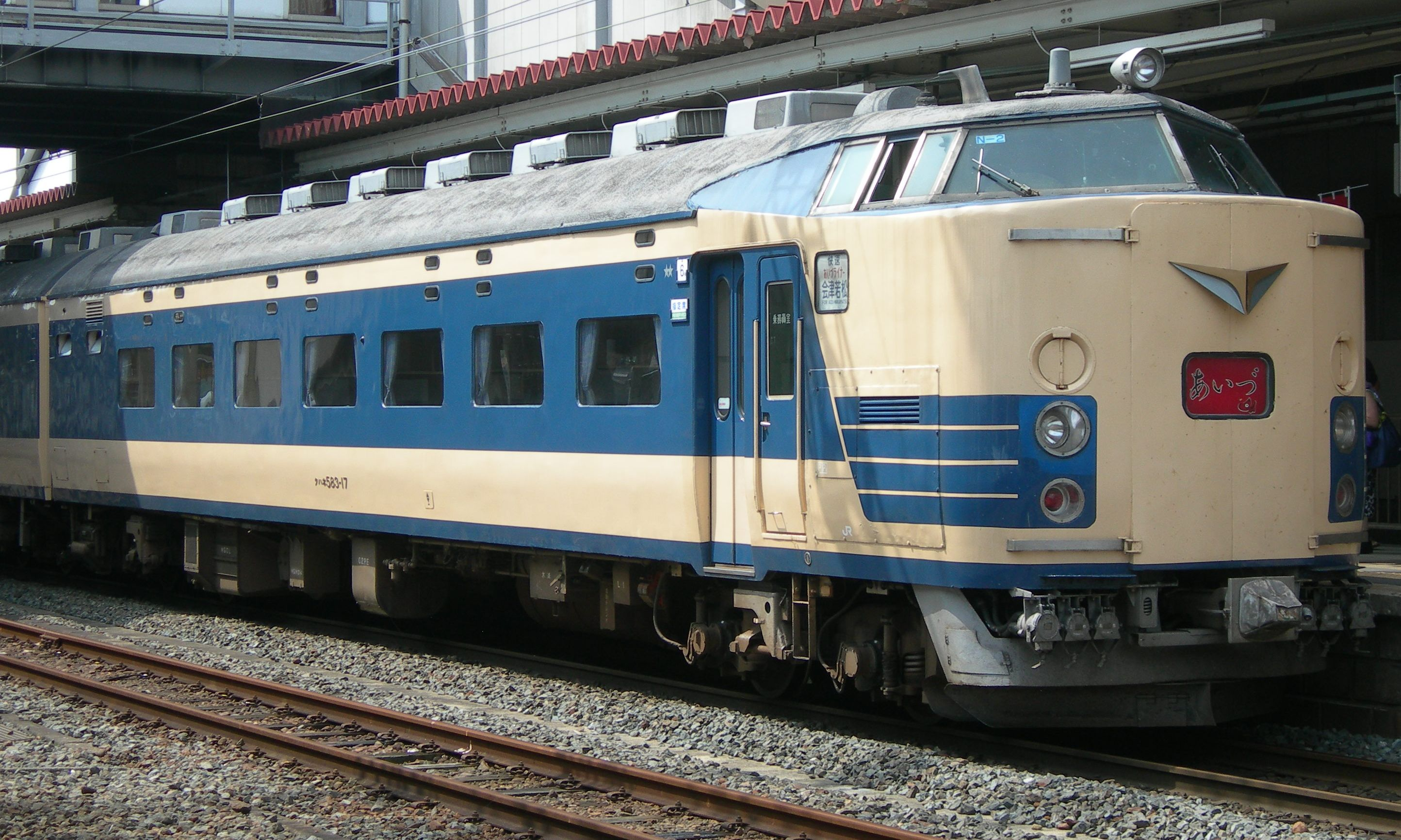
583系「會津快車」

## 沿革
在此節中，將會介紹磐越西線的優等列車「會津」「Viva會津」「會津快車」，也會介紹來往郡山站至會津若松站、喜多方站之間，曾經運行的優等列車「磐梯」「檜原」「岩代」。

### 戰後復興期 - 駛入至東北本線
- 1955年（昭和30年）10月1日：實施時間表修正，來往上野站至仙台站之間的東北本線急行103、104列車「松島」、準急109・110列車、上野站至青森站之間的夜行普通117・118列車3列車均在郡山站分離與結併車廂，分離的車廂駛入磐越西線（只有3等車廂）。
  - 當時上野站至會津若松站之間的所需時間中，急行「松島」結併班次為6小時20至45分，準急結併班次為6小時45分至7小時，夜行普通列車結併班次為7小時50分至8小時。
  - 在運行區間中，準急109列車為上野站至喜多方站之間，其他則為上野站至會津若松站之間。
- 1958年（昭和33年）10月1日：實施時間表修正，準急109、110列車命名為「阿武隈」。上野站至仙台站之間的急行「吾妻」增加1往返班次，「吾妻」設有在上野站至會津若松站之間行走的客車班次。使，上野站至會津若松站之間的直通列車班次共設有4往返班次。

### 準急109 - 209・210 - 110列車「磐梯」（上野站 - 喜多方站之間）登場
- 1959年（昭和34年）9月22日：「阿武隈」併結列車在磐越西線區間內升級為準急列車，並附上名稱「磐梯」。另外，新設從仙台方向駛入磐越西線的準急「阿賀野」「會津」。
  - 「磐梯」行走於上野站至喜多方站之間，設有1往返班次。「阿賀野」行走於仙台站至新潟站之間，設有2往復班次。「會津」行走於仙台站至喜多方站之間，設有1往返班次。
- 1960年（昭和35年）6月1日：新設行走於上野站至會津若松站之間的準急「檜原」（在上野站至郡山站之間與「信夫」結併/107 - 207・208 - 108列車）。新設毎日運行，行走於上野站至會津若松站之間的臨時夜行準急「岩代」（在上野站至郡山站之間與「出羽」結併/1409 - 1209・1210 - 1410列車）。不再與急行「松島」結併。
  - 上野站至會津若松站之間的所需時間中，「吾妻」結併班次為5小時50至55分，「磐梯」為5小時35至50分，「檜原」為5小時25至30分，「岩代」為6小時05分，夜行普通列車為7小時50分至8小時。
- 1961年（昭和36年）10月1日：實施時間表修正（日语：サンロクトオ）。上野站至會津若松站・喜多方站之間的定期準急「磐梯」、不定期準急「岩代」、夜行普通列車整合至準急「檜原」，共設有3往返定期班次，夜行臥鋪車連結109 - 2109・2110 - 110列車。急行「吾妻」併結列車在磐越西線區間內升級為急行「磐梯」（35-2035・2036-36列車），共設有4往返班次。
- 1962年（昭和37年）6月10日：準急「檜原」1往返班次（107 - 2107・108 - 2108列車）更換為使用Kiha58系（日语：国鉄キハ58系気動車）急行「磐梯」1往返（101D・102D）班次。新設在會津若松站→郡山站之間的單向準急列車「岩代」。
  - 東京⇔磐越西線直通列車中，設有急行「磐梯」2往返班次，準急「檜原」2往返班次。共設有4往返班次。
- 1962年（昭和37年）10月1日：「檜原」1往返（105 - 2105・106 - 2106列車）班次升級至急行「磐梯」，並在上野站至郡山站之間改與「鳥海」結併（401 - 2401・2402 - 402列車）。
  - 東京⇔磐越西線直通列車中，設有急行「磐梯」3往返班次，當中設有與「吾妻」「鳥海」結併班次各1往返班次，均使用客車運行，另外設有沒有結併的柴油列車班次，設有1往返班次。另外設有連結夜行臥鋪車的「檜原」1往返班次。合計4往返班次。
- 1963年（昭和38年）10月1日：新設行走於上野站至（經東北本線、磐越西線）新潟站之間的急行「飯豐」（在上野站至郡山站之間「藏王」結併/403D - 2403D・2404D - 404D）。
- 1964年（昭和39年）3月20日：由於急行「吾妻」改用455系電動列車（日语：国鉄457系電車），「磐梯」1往返班次的結併列車改為「藏王」，為毎日運行的臨時列車1401 - 1201・1202 - 1402列車。另外增加1往返班次（在上野站至郡山站之間「藏王」結併/407D - 2407D・2408D - 408D）。

### 新設特急列車
- 1965年（昭和40年）10月1日：實施時間表修正（日语：1965年10月1日・11月1日国鉄ダイヤ改正），開設使用KiHa82系（日语：国鉄キハ80系気動車）運行，行走於上野站至山形站・會津若松站之間的特急「山鳩」（在上野站至郡山站之間結併）。
  - 在了區別來往山形站的班次，前往會津若松站的班次名為「會津山鳩」，在頭部標記上，於「山鳩」上面會標記「會津」兩字。
  - 準急「會津」的運行區間改變為仙台站至喜多方站、會津線會津田島站、會津川口站[15]（在1967年起，於季節時期列車延長至只見站）。
- 1966年（昭和41年）3月5日：隨著準急制度變更，準急「檜原」「阿賀野」「會津」升級至急行列車。運行路線沒有改變。
- 1967年（昭和42年）：隨著磐越西線郡山站至喜多方站之間電氣化，急行「磐梯」改用455系電動列車。同時，準急「岩代」廢止。

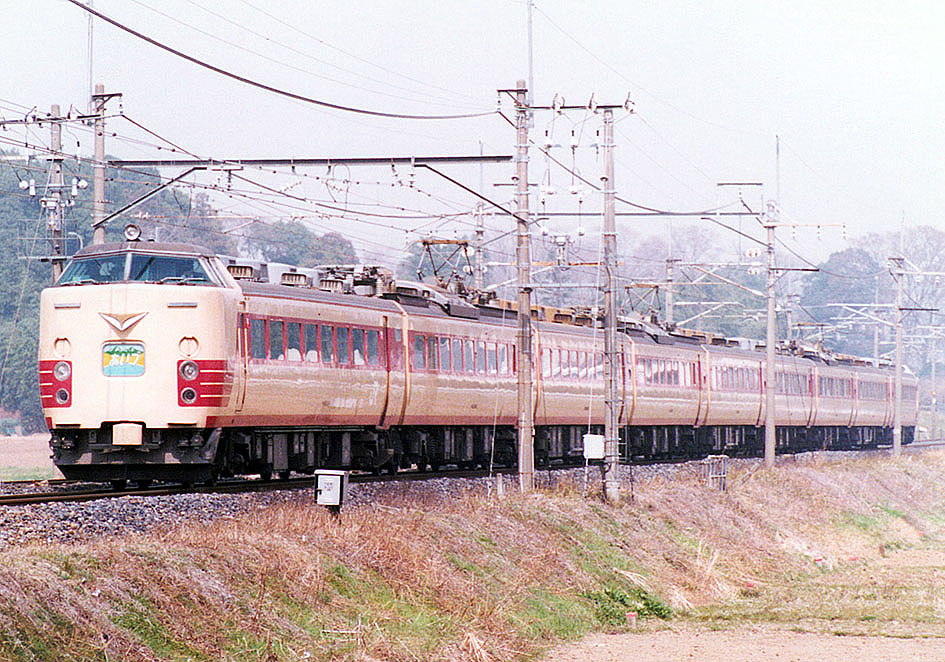
「會津」
（1990年）

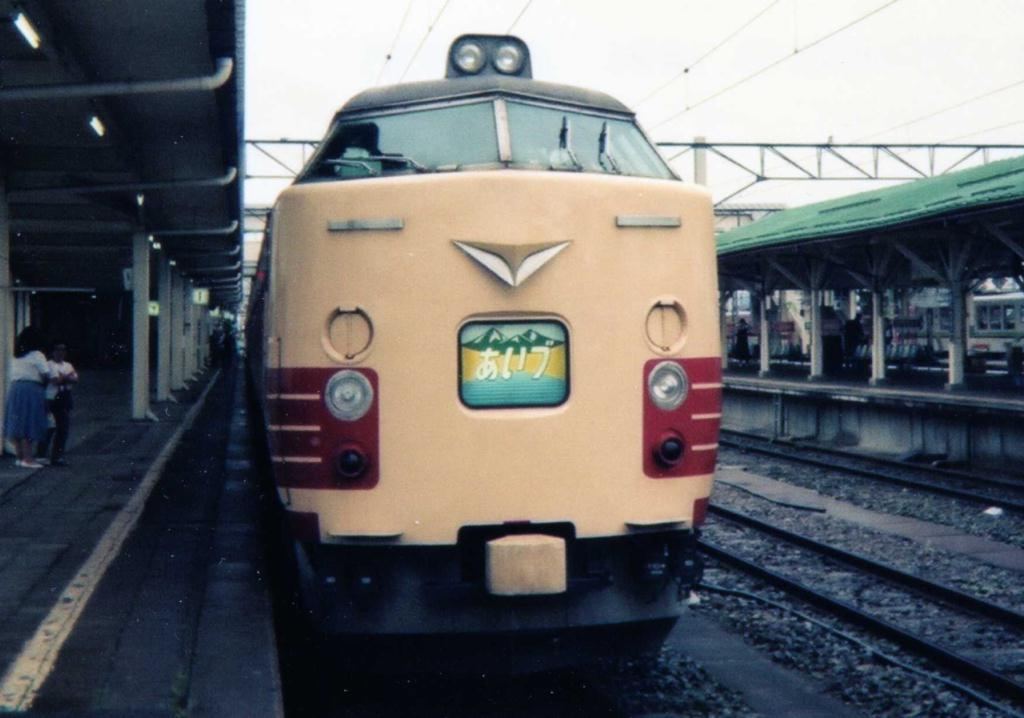
「會津」
（1990年6月）

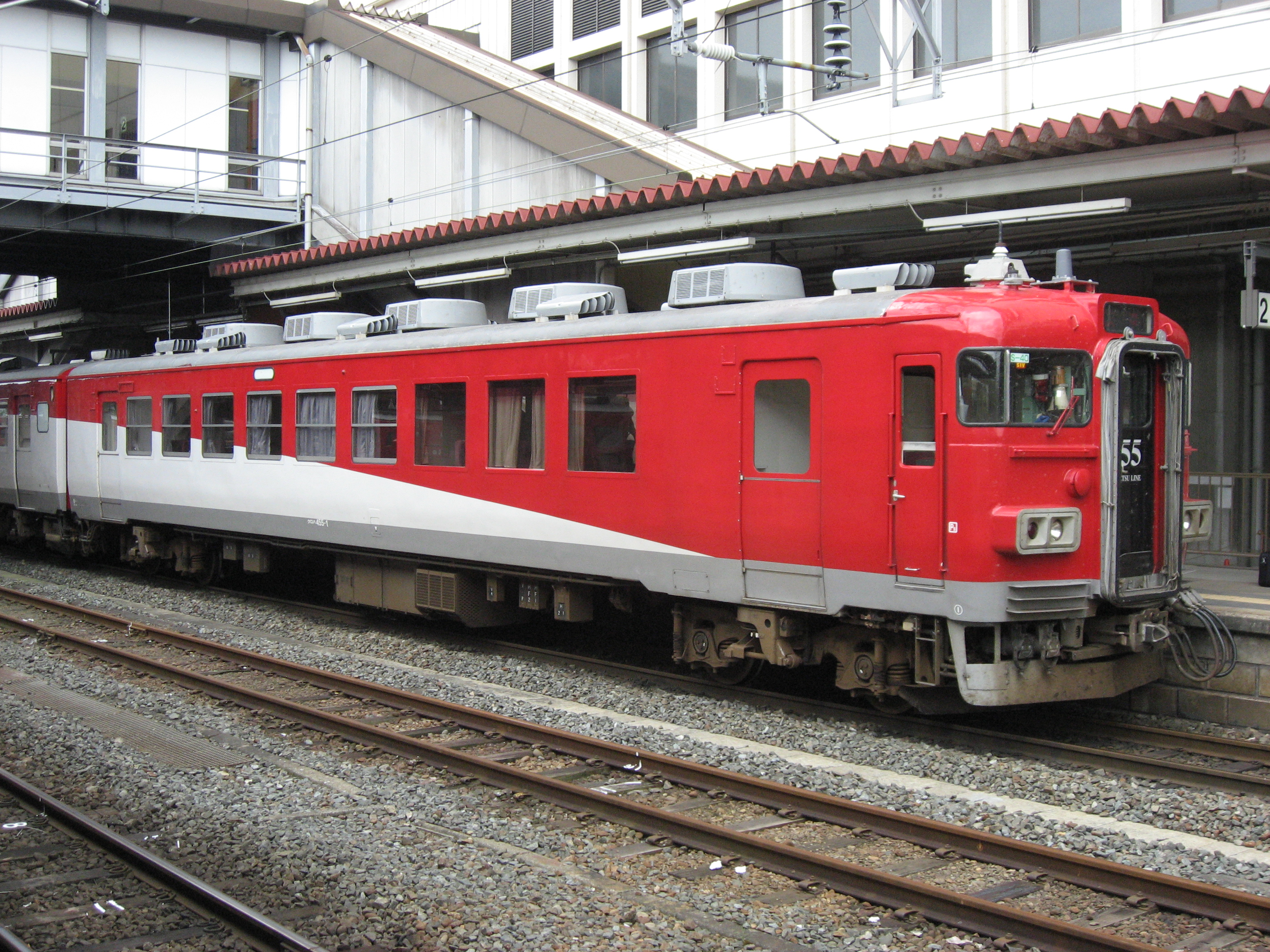
「磐梯」
S-40編成
Kuroha 455-1

- 1968年（昭和43年）10月1日：實施時間表修正（日语：ヨンサントオ），作出以下變更：
  - 行走於上野站至會津若松站之間的特急「山鳩」改名為特急「會津」。與上野站至山形站之間運行的「山鳩」分離，全區間獨立運行[16]。
  - 「會津」使用仙台運輸所（日语：仙台車両センター）所屬的483系、485系電動列車。
  - 來往仙台站的急行列車由「會津」改名為「豬苗代」（詳情參見只見線#多車廂結併的急行「豬苗代」）。
  - 「檜原」整合至「磐梯」。
- 1978年（昭和53年）10月2日：實施時間表修正（日语：ゴーサントオ），「會津」不再連結餐車。Sashi 481形改用Sashi 481形100番台，以增加座位數目。
- 1982年（昭和57年）11月15日：東北新幹線啟用，實施時間表修正（日语：1982年11月15日国鉄ダイヤ改正），作出以下變更：
  - 急行「飯豐」「豬苗代」廢止。
  - 急行「磐梯」2往返班次改在郡山站出發，並加停磐梯町站與鹽川站。
  - 特急「會津」的使用車輛從來自仙台運輸所改為秋田運輸區（日语：秋田車両センター）（隨後為南秋田運輸所，現時為秋田車輛中心）[17]。
- 「磐梯」・「飯豐」停車駅（列車、時期有所相異）
  - 上野站－赤羽站－大宮站－古河站－小山站－宇都宮站－氏家站－矢板站－西那須野站－黑磯站－黑田原站－白河站－矢吹站－鏡石站－須賀川站－郡山站－磐梯熱海站－豬苗代站－磐梯町站－會津若松站－鹽川站－喜多方站－野澤站－鹿瀨站－津川站－五泉站－新津站－新潟站
- 1984年（昭和59年）2月1日：實施時間表修正（日语：1984年2月1日国鉄ダイヤ改正），僅存3往返班次，來往上野站的「磐梯」上野站至郡山站之間廢止。在此以後只有在繁忙時期運行，除了行走於上野站至會津若松站之間的臨時急行「磐梯」（在郡山站至會津若松站之間為快速列車）外，所有列車均為在郡山站出發的快速列車。
- 1988年（昭和63年）：行走於上野站至會津若松站之間的臨時急行「磐梯」（磐越西線內為快速列車）改名為「檜原」。
- 1990年（平成2年）：部分快速「磐梯」列車連結綠色車廂、普通車座位指定席車廂。
  - 同時，仙台運輸所所屬的Kuha 455-44改造為Kuroha 455-1，成為專用S-40編成。該編成在郡山站至會津若松站、喜多方站之間行走，每日行走3往返班次[18]。
  - 有關於車輛詳細資訊參見日本國鐵457系電動列車#Kuroha 455-1（日语：国鉄457系電車#クロハ455-1）。
  - 臨時急行「檜原」在該年年尾年初執行臨時班次後，再沒有開設臨時急行「檜原」。
- 1992年（平成4年）7月1日：隨著山形新幹線開業，特急「會津」與在來線特急「翼」的共用車輛情況廢止。特急「會津」改用來自勝田電車區（日语：勝田車両センター）的7卡編成電動列車。

### 上野直通特急廢止後

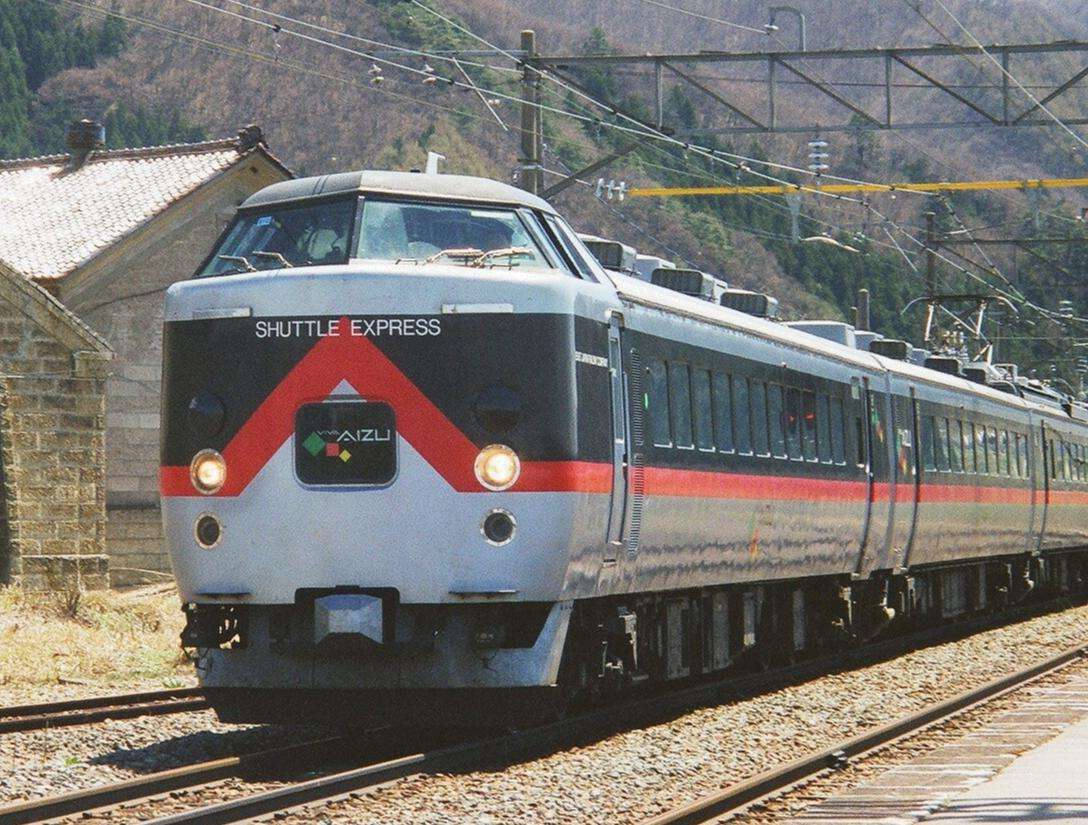
「Viva會津」

- 1993年（平成5年）11月30日：「會津」廃止。
  - 在廢止前的停車站
    - 上野站－大宮站－宇都宮站－西那須野站－黑磯站－白河站－須賀川站－郡山站－磐梯熱海站－豬苗代站－會津若松站
- 1993年（平成5年）12月1日：開設行走於郡山站至會津若松站之間的特急「Viva會津」。在星期六、假日與多客時期部分列車延長至喜多方站。
  - 所需時間為1小時，行走為距離64.6公里，為短距離短時間的特急列車，並使用獨特的『Viva會津』編成。
    - 3號車廂使用Moha 485-1008「邀請車」的公共空間，在該車廂放置了會津的物產。在該車廂內設有1名來自會津若松市觀光協會的職員。
    - 「Viva會津」的列車使用與山形新幹線「翼」400系電動列車一樣的塗裝。
    - 特急列車在車內廣播（日语：車内放送）音樂中，當初使用以音變盒播放的鐵道唱歌。但是「Viva會津」的列車車內廣播音樂中，改用會津地方的民謠「會津磐梯山（日语：会津磐梯山 (民謡)）」。
    - 「Viva會津」使用專用雖一編成，該編成來自仙台電車區。在每月設有1次暫停服務，以進行列車檢修。在這個情況下會臨時改用快速列車運行。在長時期檢修時，會使用其他車廠的485系代行。

  - 「Viva會津」專用編成

| ←會津若松方向郡山・喜多方方向→ |               |               |               |               |              |
| Kuroha 481-1501                | Moha 485-1053 | Moha 484-1053 | Moha 485-1008 | Moha 484-1008 | Kuha 481-345 |

- 1998年（平成10年）12月：不再連結「邀請車」。所有車廂回復連結普通座位車廂，同時所有車廂進行檢修，在11月10日 - 12月15日之間使用勝田電車區的485系6卡編成（K5編尤），使用「常盤」塗裝替代運行[20]。
- 1999年（平成11年）12月：「磐梯」不再連結綠色車廂和普通車座位指定席[21]。
- 2001年（平成13年）7・8月：由於「Viva會津」編成進行長期檢査作業，因此在該約1個月之間使用青森運輸所（日语：青森車両センター）的485系6卡編成（國鐵色）[22]。
- 2001年（平成13年）12月8日・9日：特急「會津」執行復興班次（日语：リバイバルトレイン），行走上野至會津若松之間。
  - 使用青森運輸所的485系6卡編成。在12月1 - 7日之間，由於「Viva會津」編成列車進行安裝ATS-P工程而暫停使用，代行列車為相同編成的「會津」，但是行走郡山至會津若松之間。
- 2002年（平成14年）3月23日：磐越西線實施星期六與假日時間表。因此，星期六與假日時間表的「Viva會津」班次會改名為「假日景觀會津」。運輸區間方面，除了下行1班外，其他班次行走郡山站至喜多方站之間，運行班次增加1往返班次至4往返班次。
- 2002年（平成14年）12月1日：「Viva會津」改名為「會津」[23]。
  - 同時，由青森運輸所1列485系6卡編成列車轉屬至仙台電車區，以執行「會津」。而「假日景觀會津」改名為「假日會津」，「Viva會津」編成在12月7日以「再見Viva會津」名稱，在磐越西線撤退。而會津若松站至郡山站之間的自由席特急費用由950日圓減至500日圓。
- 2003年（平成15年）1月：在1982年「豬苗代」廢止後，在21年後再有從仙台方向的優等列車駛入磐越西線，開設臨時快速「白虎（日语：白虎 (列車)）」。
- 2003年（平成15年）10月1日：「會津」「假日會津」降級至快速列車，列車別名統一為「會津快車」[24]。不用支付特急費用，快速自由席只需車費便可乘車。
  - 「會津快車」，由於觀光需求而連結綠色車廂。
  - 「磐梯」「會津快車」停車站
  - 郡山站－（喜久田站）－磐梯熱海站－豬苗代站－磐梯町站－會津若松站 （- 鹽川站－喜多方站）
  - （　）＝部分「磐梯」班次停站。
- 2004年（平成16年）8月31日：「會津快車」暫停運行。但是，在名義上運行至10月15日，10月16日「磐梯」[25]「會津快車」廢止。
- 2005年（平成17年）7月1日：舉行「會津目的地企劃」，特急「會津」執行復活班次。
- 2007年（平成19年）3月18日：重開快速「會津快車」，使用仙台車輛中心（日语：仙台車両センター）的485系「紅牛」車。除了「會津快車」，其他列車為全車自由席快速列車。
- 2007年（平成19年）9月2日：「磐梯」不再使用455系電動列車，執行「再見（日语：さよなら運転）455系紅牛號」來往郡山至喜多方之間，1往返班次。
- 2011年（平成23年）6月2日：「紅牛」塗裝改為舊國鐵特急色，並在2011年春天轉屬郡山綜合車輛中心，[10][11]。
- 2012年（平成24年）2月25日：485系6卡編成翻新為「紅牛」和「不倒翁小法師」[7]，並由小山車輛中心轉屬仙台車輛中心。在該編成駕駛座上加設車頭燈，在方向幕上模仿「紅牛」外觀。在列車進行檢査和故障時，使用舊國鐵特急色的編成。
- 2015年（平成27年）3月14日：由於使用車輛老化，「會津快車」廢止[2]。
- 2015年（平成27年）3月15日：執行再見快速團體列車「會津快車」班次，使用仙台車輛中心（日语：仙台車両センター）運行。
- 2015年（平成27年）4月3日-6月28日：福島目的地企劃舉行期間，主要在週末3日之間開設快速「會津」，6卡編成，停車站與「會津快車」相同。
- 2020年（令和2年）3月14日：快速「會津」重開，使用E721系運行，並增加指定席[5]。

### 特急「會津」臨時運行
在2005年夏天以後，在會津地方舉行觀光企劃「會津目的地企劃」期間，開設臨時特急列車班次。

#### 2005年班次

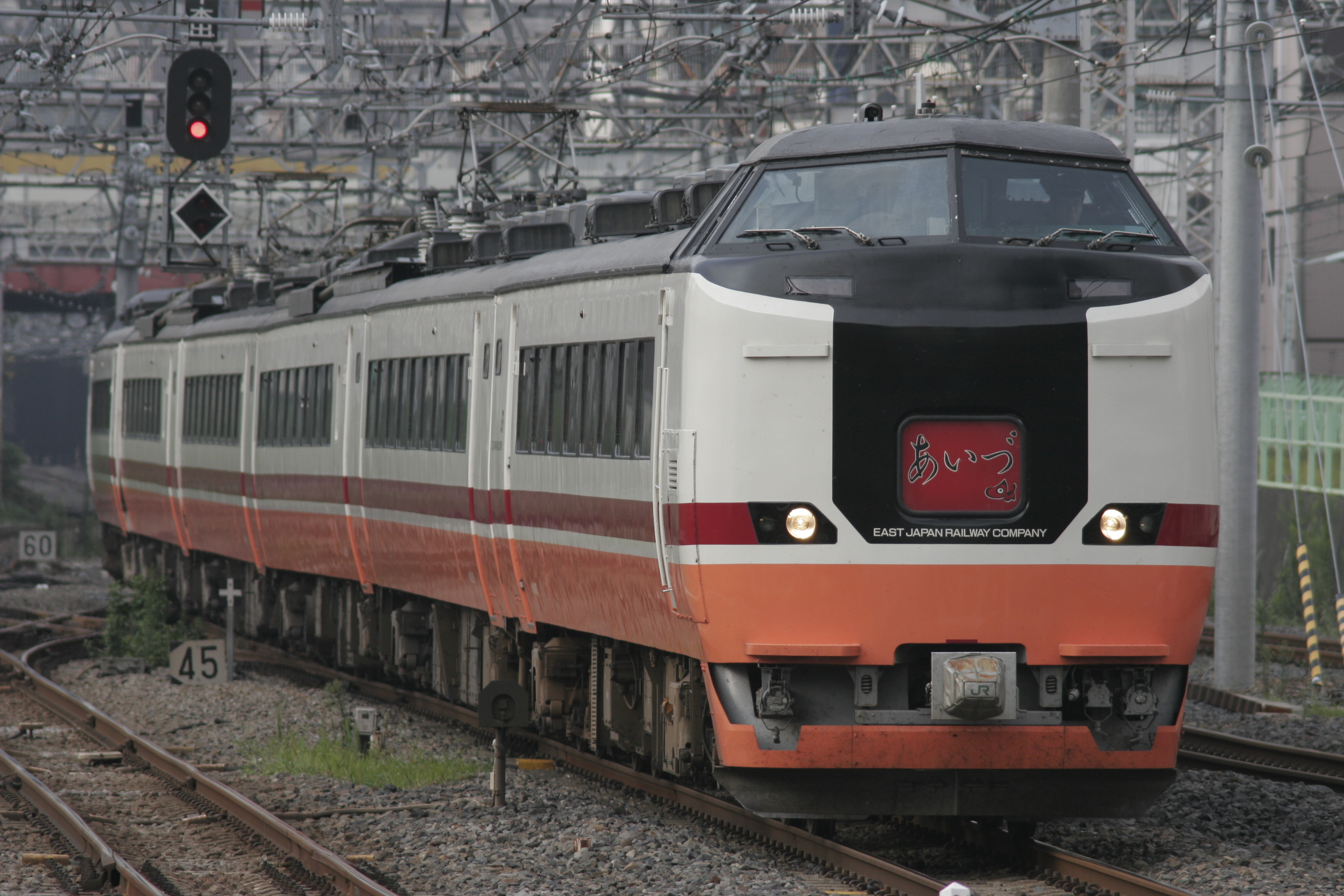
2005年改造車

2005年7月1日 - 9月30日　會津地方舉行觀光企劃「會津目的地企劃」，設有以下特急列車復活班次。
- 「Opening會津」：會津若松站→喜多方站之間。7月1日單向運行。
- 「會津」：新宿站－喜多方駅間。7月2日－7月18日・8月20日－9月25日的星期六與假日，和7月30日・7月31日・8月6日・8月7日在該四日之間1往返班次。
- 「Access會津」：郡山站－會津若松站之間。7月4日－9月30日的平日，每日2往返班次（設有暫停服務日期）

與1993年前運行的「會津」相異之處
- 來往新宿站的班次中，首都圈在早上出發，晚上回程。
- 「Viva會津」、「會津快車」設有沒有綠色車廂，只有普通車座位指定席。車輛使用翻新車廂6卡編成。
  - 編成使用後期再改造的東武日光線、鬼怒川線直通特急「日光」、「鬼怒川」車輛。
  - 只於磐越西線內運行的「Opening會津」、「Access會津」只有自由席。
- 「會津」列車在磐越西線內使用特定特急費用制度。

停車站
- 「Opening會津」：會津若松站－喜多方站
- 「會津」：新宿站－池袋站－大宮站－小山站－宇都宮站－黑磯站－郡山站－磐梯熱海站－豬苗代站－會津若松站－喜多方站
- 「Access會津」：郡山站－磐梯熱海站－豬苗代站－會津若松站

#### 2006年班次
在2006年7月29日－9月30日，作為「這個夏天會津2006企劃」活動的一環，設有以下班次。

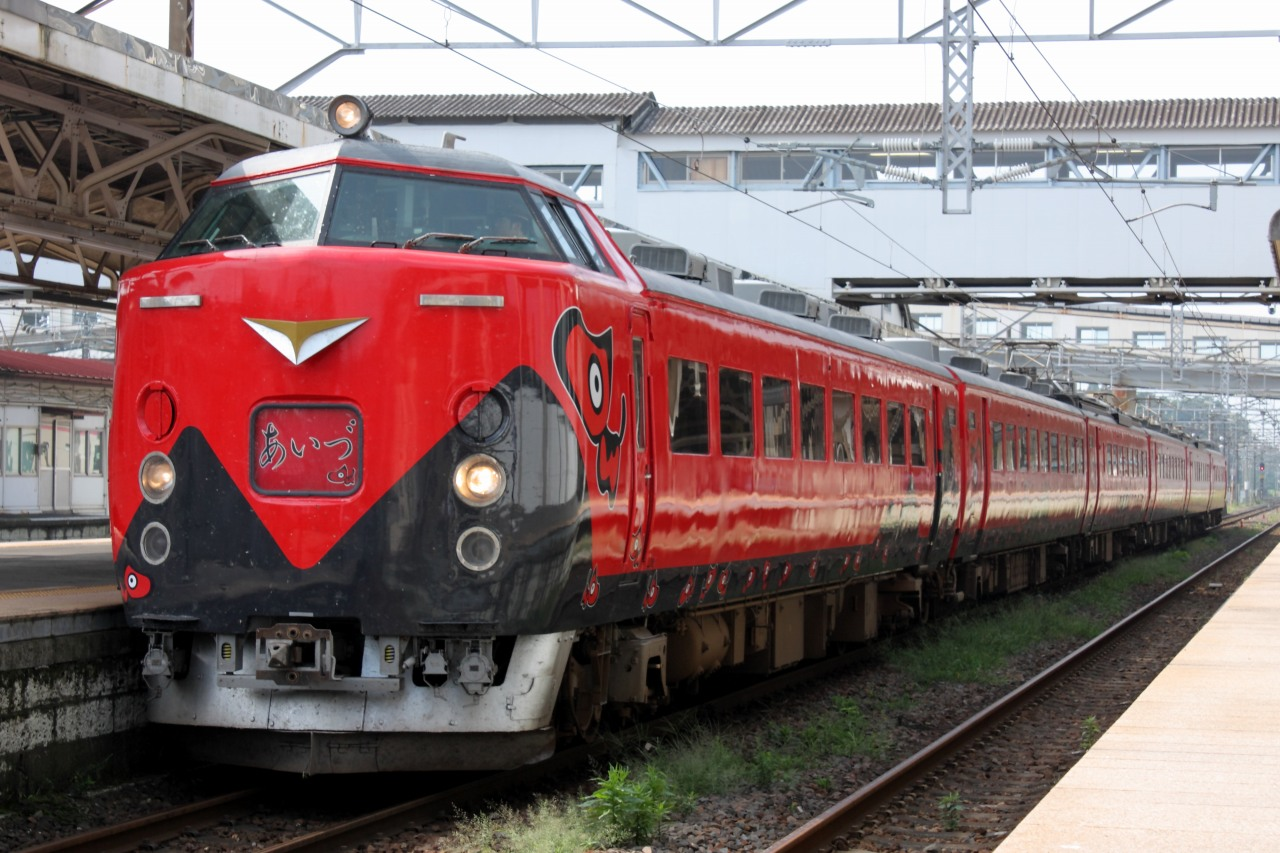
2006年改造
「紅牛」車

- 在前年來往新宿站的班次，於星期六、假日班次改為來往上野站，名為「會津」，於平日改為來往仙台站，名為「仙台會津」。
  - 在企劃終結後，「仙台會津」繼續於星期六、假日運行直至11月5日。
- 使用車輛中，485系6卡編成翻新改造車（通稱「紅牛」車）在3月青森車輛中心轉屬至仙台車輛中心。
- 基本上按前年的運行概況為運行，在最繁忙時期，8月12日・13日沒有「會津」班次。
- 「會津」只有普通車座位指定席（當中1卡為吸煙車廂）。
- 「仙台會津」中，設有3卡自由席（吸煙車只有在指定席的1卡車廂）。
  - 為了福島、仙台兩都市圈可使用「仙台會津」，定期票乘客可乘坐自由席。

停車站
- 「會津」：上野站－赤羽站－大宮站－小山站－宇都宮站－黑磯站－郡山站－磐梯熱海站－豬苗代站－會津若松站－喜多方站
- 「仙台會津」：仙台站－岩沼站－白石站－福島站－二本松站]－郡山站]－磐梯熱海站－豬苗代站－會津若松站－喜多方站

#### 2007年班次
2007年7月1日－9月30日，作為「這個夏天會津2007企劃」活動的一環，設有以下班次。
- 7月1日－8月5日和8月25日－9月30日的星期六與假日設有班次，行走於上野站－喜多方站之間。
- 使用車輛使用前年改造的快速「會津快車」485系6卡編成。
  - 在「會津」運行時，「會津快車」使用583系運行。
- 普通車全車指定席。
- 停車站與2006年的班次相同，與2009年隨後的班次相同。

#### 2008年班次
2008年7月19日－9月28日的星期六與假日設有復活班次（8月9－10日、16－17日、9月23日除外）。使用車輛與座位類別等與2007年的班次相同。

#### 2009年班次
2009年7月4日的下行班次，翌日5日上行班次使用新潟車輛中心所屬的485系T18編成。由於沒有準備方向幕牌，因於在車頭標記與車身方向幕上貼上了列車名程與目的地。
另外，在7月18日至8月2日的星期六與假日班次（7月25日只有下行班次）、8月29日－30日、9月19日－23日之間，按照往年使用「紅牛」車輛運行。

#### 2010年班次
在7月17日－19日、7月31日、8月1日、8月7日－8日、8月28日－29日、9月18日－20日、9月23日，按照往年使用「紅牛」車輛運行。

#### 2011年班次
在7月23日開設團體臨時列車，使用新潟車輛中心的485系K1編成，行走於上野－喜多方之間單向班次。由於沒有準備方向幕牌，因於在車頭標記上貼上了列車名程與目的地。
另外，在9月23日開設團體臨時列車，使用仙台車輛中心485系（國鐵特急色），行走於上野－會津若松之間單向班次。颱風洛克的影響，使東北本線黑磯至郡山之間不能通行，行走區間縮短至郡山－會津若松之間（上野－郡山之間使用東北新幹線代行）。

## 注腳
1. ↑  在1966年升級至急行列車。
2. 1 2  2015年3月ダイヤ改正についてPDF - 東日本旅客鐵道仙台分社新聞發布 2014年12月19日
3. ↑  《JTB時間表》2014年4月號，p.612-613，2015年3月號，p.614-615
4. ↑  春の臨時列車のお知らせPDF - 東日本旅客鉄道仙台支社プレスリリース 2014年12月19日
5. 1 2 3  2020年3月ダイヤ改正について （页面存档备份，存于） 東日本旅客鉄道仙台分社 p.4
6. ↑   (PDF).   [2020-05-01]. （原始内容存档 (PDF)于2020-02-23）.
7. 1 2  福島への応援と復興の祈りを込めて！ラッピング車両快速「あいづライナー」（４８５系）の運行についてPDF - 東日本旅客鐵道新聞發布 2012年2月17日
8. 1 2  在繁忙時期，4至6號班次增加車廂。
9. ↑  從Kuroha481-1014復原
10. 1 2  . 交友社『鐵道迷』railf.jp 鐵道新聞. 2011-06-03  [2012-01-13]. （原始内容存档于2016-08-08）.
11. 1 2  . 交友社『鉄道ファン』railf.jp 鉄道ニュース. 2011-06-05  [2012-01-13]. （原始内容存档于2016-08-09）.
12. ↑  在2011年（平成23年）8月，車輛從仙台車輛中心轉屬秋田車輛中心。
13. ↑  在2008年8月，使用485系特急代行時，當時沒有關閉廁所。
14. ↑  從Kuroha481-1013復原
15. ↑  當時會津若松站至會津川口站之間為會津線的一部分。在1971年會津若松站至小出站之間全線開通時改名為只見線。
16. ↑  該修正在9月17日已經實施。
17. ↑  與「翼」「山鳩」共同使用列車。
18. ↑  在該編成進行檢査時，會使用其他編成，並臨時變為全車普通車自由席。
19. ↑  鐵道迷 1999年2月號 129頁
20. ↑  在這期間12月8日時間表修正中，由於特急「常盤」被E653系電車「週末新鮮常陸」取代，因此使用「常盤」塗裝的485系行走最後的代行班次[19]。
21. ↑  大多數座位和車內設施維持原狀。
22. ↑  而列車名稱繼續使用「Viva會津」，而車頭標記使用來往上野站的「會津」。
23. ↑  . RAIL FAN (鐵道友之會). 2003-03-01, 50 (2): 24.
24. ↑  . RAIL FAN (鐵道友之會). 2004-01-01, 51 (1): 18.
25. ↑  . RAIL FAN (鐵道友之會). 2005年1月号, 52 (1): 22.
26. ↑  夏の増発列車のお知らせPDF－東日本旅客鐵道新聞發布 2009年5月15日
27. ↑  夏の増発列車のお知らせPDF－東日本旅客鉄道新聞發布 2010年5月14日